# La Joya (Oruro)
La Joya is een plaats in het departement Oruro, Bolivia. Het is naar aantal inwoners de tweede grootste plaats van de gemeente Caracollo, gelegen in de Cercado provincie.

## Bevolking
| Jaar | Populatie |
| ---- | --------- |
| 1992 | 1.221     |
| 2001 | 1.817     |
| 2012 | 1.481     |